# Tutte e nessuna
Tutte e nessuna (Girl Shy) è un film muto del 1924 diretto da Fred C. Newmeyer e Sam Taylor.

## Trama
Harold Meadows (Harold Lloyd) vive nella piccola cittadina americana di Little Bend e lavora come sarto nel negozio di suo zio Jerry (Richard Daniels). Harold è così timido che quando ha a che fare con delle clienti donne comincia a balbettare e smette solo quando sente il suono di un fischio. Per superare la sua timidezza, Harold, pur se del tutto inesperto in amore, sta lavorando a un libro intitolato "The Secret of Making Love", in cui descrive le sue immaginarie relazioni con i diversi tipi di donne dando consigli su come conquistarle. Dopo aver completato il suo libro, Harold deve recarsi in citta per consegnare il manoscritto all'editore, Mr. Thornby. Durante il viaggio in treno incontra la ricca, bella ed amichevole Mary Buckingham (Jobyna Ralston). Harold si fa apprezzare da Mary perché riesce a nascondere più volte il pechinese della ragazza dal sospettoso controllore, dato che i cani sono vietati sul treno. Così Mary ed Harold, durante il viaggio, hanno una lunga conversazione durante la quale Harold riesce a superare la sua balbuzie. Una volta in città, Harold consegna, dunque, il suo manoscritto all'editore.
Qualche tempo dopo, Mary, guidando la sua auto, è nei pressi di Little Bend, sperando di incontrare Harold anche se ad accompagnarla c'è Ronald DeVore (Carlton Griffith), un pretendente che le ha già chiesto di sposarlo numerose volte. In auto, Ronald cerca, con la forza di metterle l'anello di fidanzamento al dito ma quest'azione fa perdere a Mary il controllo dell'auto che finisce fuori strada. Mentre Ronald va a cercare un meccanico, Mary incontra davvero Harold, che non ha mai smesso di pensare a lei. Entrambi trascorrono dei bei momenti insieme, nella palude, flirtando romanticamente, ed Harold le fa capire che avrebbe chiesto la sua mano una volta che il suo libro sarebbe stato pubblicato. L'incanto dura fino al ritorno di Ronald, che mentre era dal meccanico ha incontrato una donna che gli ha chiesto quando l'avrebbe portata a casa e che viene liquidata dall'uomo in modo sbrigativo.
Quando Harold torna, speranzoso, dall'editore, questi gli dice di non avere intenzione di pubblicare il suo ingenuo libro d'amore. Poco dopo, Harold, rattristato, incontra di nuovo Mary e, vergognandosi di raccontarle del suo insuccesso e, quindi, di non avere i soldi per poterla sposare, le mente dicendole di non provare nulla per lei e tutto ciò che era accaduto durante il loro incontro nella palude era solo un esperimento e che le cose che le aveva detto sono le stesse che egli dice a tutte le ragazze per poterne studiare i comportamenti. Mary, profondamente delusa, accetta quindi la proposta di matrimonio da Ronald, anche se non lo ama. Harold, invece, torna alla sartoria dello zio, abbandonando le sue ambizioni letterarie. Nel frattempo, però, l'editore Thornby viene informato che ai suoi dipendenti il libro di Harold è piaciuto moltissimo, avendolo trovato estremamente divertente. L'editore, allora, comprende il potenziale successo di vendita del libro e decide di pubblicarlo come libro comico e fa, quindi, inviare ad Harold un assegno di $ 3.000. Con questi soldi ora il giovane può sposare Mary ma da un giornale apprende che Mary sposerà Ronald in giornata. Tutto sembra perduto quando, poco dopo, una cliente entra nella sartoria e riconosce la foto di Ronald sul giornale. La donna, che è quella che aveva incontrato l'uomo dal meccanico, assicura ad Harold che Ronald è ancora legalmente sposato con lei e dà ad Harold un medaglione come prova evidente. Intraprendendo una corsa mozzafiato, Harold, allora, fa di tutto per arrivare in tempo per fermare il matrimonio: utilizzando varie auto, una motocicletta della polizia, cavalli, carri e persino un tram, si precipita alla casa di Mary ed irrompe nella cerimonia appena in tempo. A questo punto, però, inizia a balbettare e non riesce a spiegare perché il matrimonio non può avvenire così, disperato, si carica Mary sulle spalle e la porta in una strada tranquilla dove riesce a dimostrarle il comportamento disonesto di Ronald. È Mary, a questo punto, che domanda ad Harold se egli deve chiederle qualcosa e dato che questi ne è impedito dalla balbuzie, la ragazza si appropria del fischietto di un postino e fischiandovi dentro riesce, finalmente, a farsi fare la proposta di matrimonio dal giovane che accetta subito con entusiasmo.

## Distribuzione
Il copyright del film, richiesto dalla Harold Lloyd Corp., fu registrato il 12 marzo 1924 con il numero LU19987.
Il film, distribuito dalla Pathé Exchange, uscì nelle sale cinematografiche USA il 20 aprile dopo essere stato presentato a New York il 28 marzo 1924.

## Curiosità
La scena della corsa del protagonista per fermare il matrimonio è interamente ripresa nel videoclip di Diamond in the grind, brano dei Cherry Ghost del 2010.